# Bourbon-Lancy
Bourbon-Lancy is een gemeente in het Franse departement Saône-et-Loire (regio Bourgogne-Franche-Comté). De plaats maakt deel uit van het arrondissement Charolles. Bourbon-Lancy telde op 1 januari 2022 4.656 inwoners.
Het is een kuuroord met warmwaterbronnen. De bronnen waren al bekend in de Gallo-Romeinse tijd. De naam van de plaats Bourbon zou afgeleid zijn van Borvo, de belangrijkste thermale godheid van Gallië.

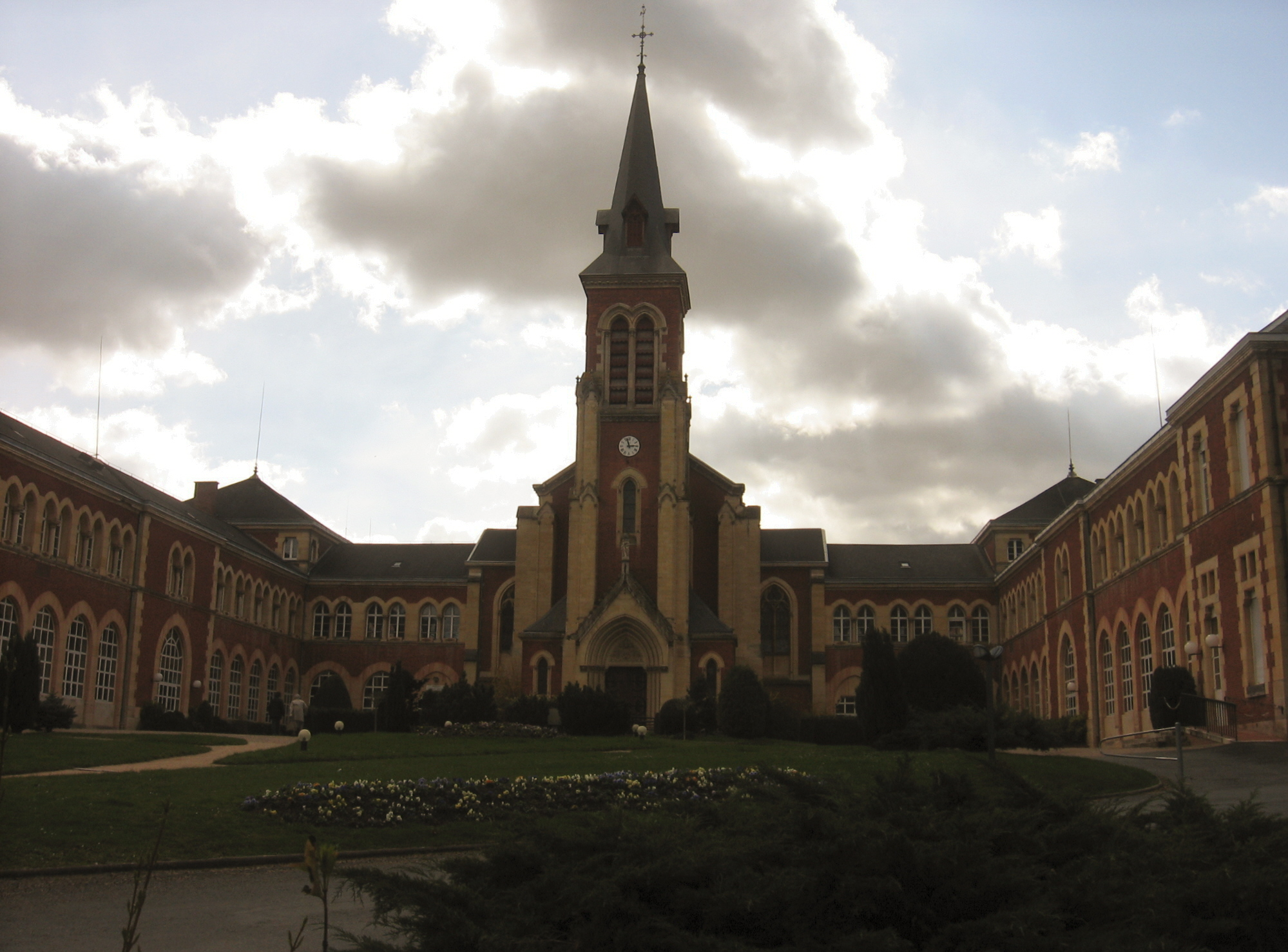
Hospitaal
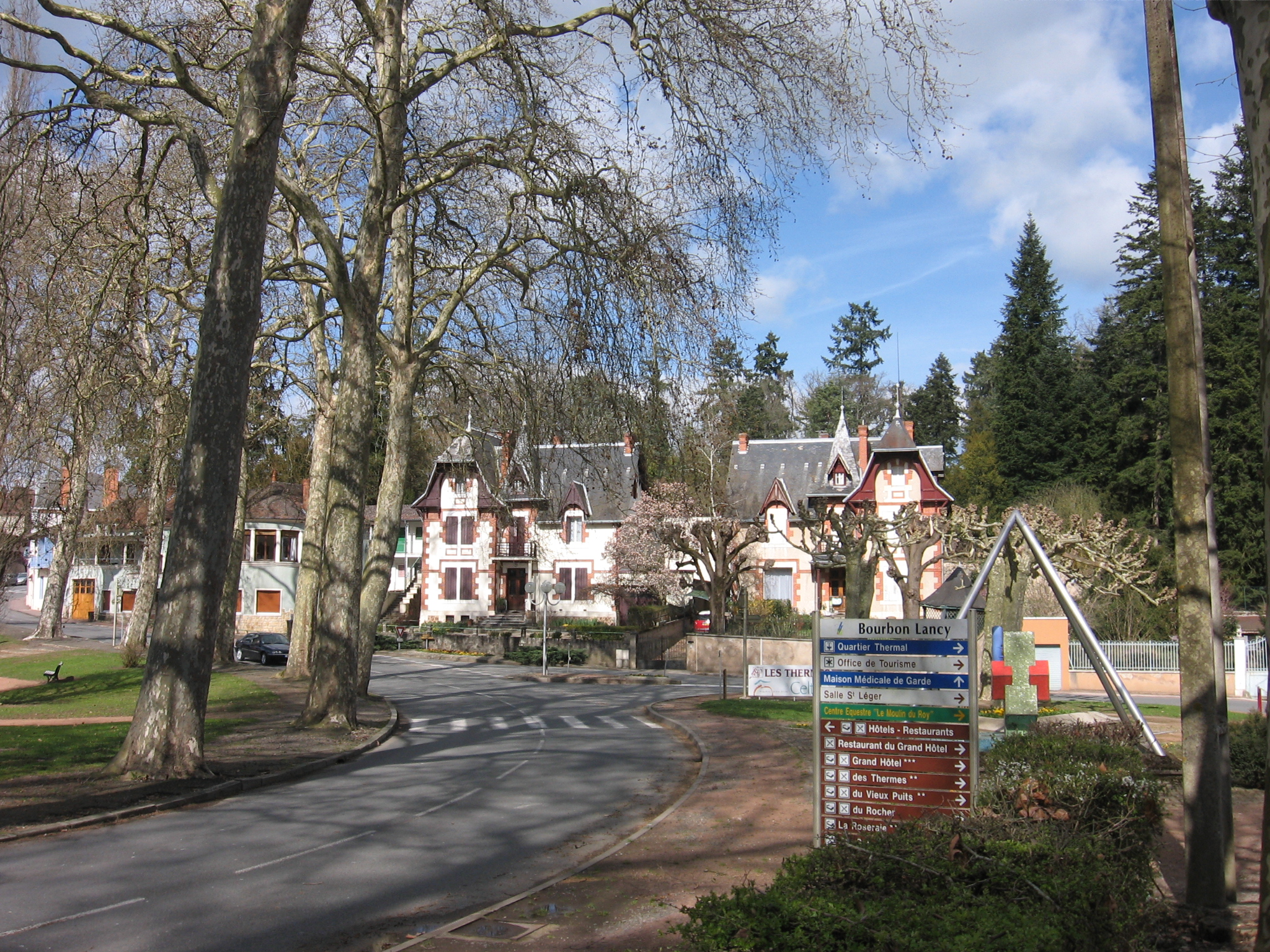
Toegang tot het stadje

## Geografie
De oppervlakte van Bourbon-Lancy bedroeg op 1 januari 2022 55,73 vierkante kilometer; de bevolkingsdichtheid was toen 83,5 inwoners per km².

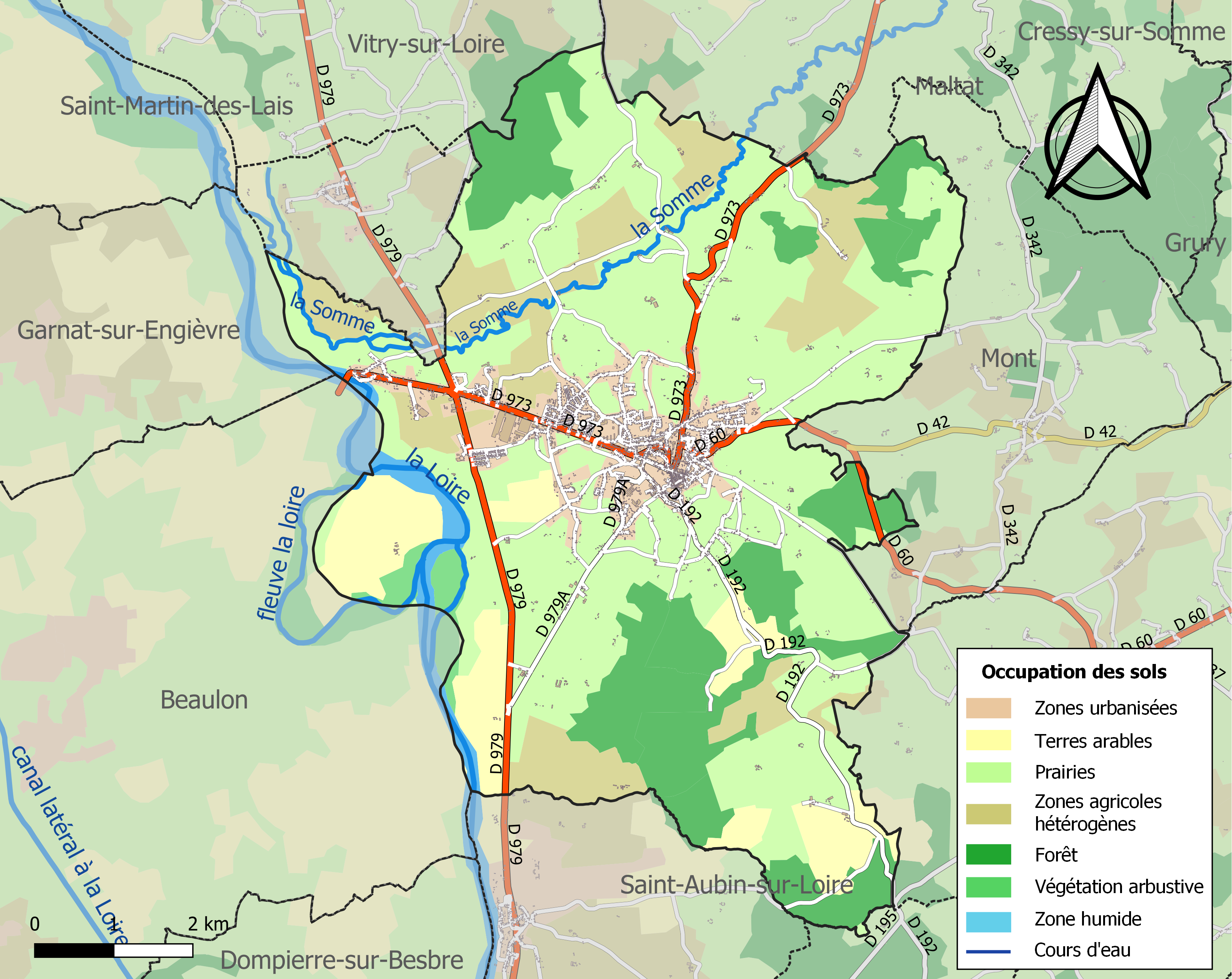
Kaart van de gemeente met de belangrijkste infrastructuur, bodemgebruik en omliggende gemeenten

## Demografie
Onderstaande figuur toont het verloop van het inwonertal (bron: INSEE-tellingen).

## Geboren in Bourbon-Lancy
- Michel Laurent (1953), voormalig wielrenner, wielerploegleider